# Kościół Narodzenia Najświętszej Maryi Panny w Cedyni
Kościół Narodzenia Najświętszej Maryi Panny w Cedyni – rzymskokatolicki kościół parafialny w Cedyni, w powiecie gryfińskim, w województwie zachodniopomorskim. Należy do dekanatu Cedynia. Mieści się przy ulicy Fryderyka Chopina.
Świątynia została wybudowana z kostki granitowej na przełomie XIII i XIV wieku w stylu gotyckim. Wzniesiona na rzucie prostokąta, salowa, z wyodrębnionym prostokątnym prezbiterium i wieżą od zachodu. Została przebudowana w XVIII i XIX stuleciu, do dziś można zauważyć pozostałości zamurowanych pierwotnych ostrołukowych portali i okien. Ściana szczytowa jest ozdobiona trzema blendami w układzie piramidalnym. neogotycka ceglana wieża wybudowana została w 1893 roku, zakończona jest strzelistym hełmem z sygnaturką. Do wyposażenia kościoła należą: dwie płyty nagrobne oraz ołtarz ambonowy w stylu barokowym z 1720 roku. W latach 1973–1975 przy świątyni były prowadzone wykopaliska.